# Тапоса
Тапоса (на английски: Taposa) е северноамериканско индианско племе, което през годините на колониалния период живее на река Язу в централната част на щата Мисисипи. На карта от 1730 г. селото им е поставено непосредствено до това на племето шакчиума. Затова някои учени ги класифицират като подразделение на шакчиума. Няма обаче никакви доказателства дали това е така или тапоса е самостоятелно племе. Името им се споменава за първи път през 1699 г. По това време тапоса са съюзници на племето чикасо и живеят в близки отношения с шакчиума. Заради това се предполага, че езикът им е мускогски. Още повече, че в езика им липсва звукът „р“, характерен за езика туника. За последен път се споменават през 1802 г. като „тапошас“, обитаващи едно село с шакчиума и ибитупа в горната част на река Язу. Предполага се, че след това се вливат в чикасо..